# Marko Đurković
Marko Đurković (ur. 24 lutego 1987 w Banja Luce) – serbski koszykarz, grający na pozycji silnego skrzydłowego lub środkowego.

## Kariera sportowa
Koszykówkę zaczął trenować w 1997 roku w klubie KK Anagastum Nikšić. W sezonie 2006/2007 reprezentował drużynę Partizana Belgrad, z którym wywalczył mistrzostwo Serbii oraz Ligi Adriatyckiej.
W 2001 roku wraz z młodzieżową reprezentacją Jugosławii zdobył mistrzostwo Europy. W 2003 roku z reprezentacją Serbii i Czarnogóry wywalczył mistrzostwo Europy U-16, a także w 2005 roku mistrzostwo Europy U-18. W 2007 roku z reprezentacją Serbii zdobył mistrzostwo Europy U-20 podczas turnieju rozgrywanego w Słowenii i Włoszech.